# Boal (villa)
Boal (oficialmente y en asturiano: Bual) es una villa perteneciente a la parroquia de Boal, en el concejo de Boal, comarca de Eo-Navia, Principado de Asturias, España.